# Leppington, Sydney
Leppington este o suburbie în Sydney, Australia.